# Provinz Franz Tamayo
Franz Tamayo ist eine von zwanzig Provinzen des bolivianischen Departamento La Paz und liegt im nördlichen Teil des Departamentos. Die Provinz trägt ihren heutigen Namen zu Ehren von Franz Tamayo Solares (1878–1956), einem bolivianischen Dichter, Philosoph und Politiker. Ursprünglich gehörte diese Region zur Provinz Caupolicán, die von Simón Bolívar per Dekret vom 23. Januar 1826 gegründet wurde und die heutige Provinz Franz Tamayo, die Provinz Abel Iturralde, das Departamento Pando und angrenzende Regionen in Brasilien und Peru umfasste.

## Lage
Die Provinz liegt an den nordöstlichen Hängen der bolivianischen Cordillera Real und grenzt im Norden an die Provinz Abel Iturralde, im Westen an die Republik Peru, im Süden an die Provinz Bautista Saavedra und die Provinz Larecaja, im Südwesten an die Provinz Sud Yungas, und im Osten an das Departamento Beni.
Die Provinz erstreckt sich zwischen etwa 13° 53' und 15° 17' südlicher Breite und 67° 25' und 69° 27' westlicher Länge, sie misst von Norden nach Süden 140 Kilometer, von Westen nach Osten bis 200 Kilometer.

## Bevölkerung
Die Einwohnerzahl der Provinz Franz Tamayo ist in den vergangenen drei Jahrzehnten um mehr als die Hälfte angestiegen:
| Jahr | Einwohner | Quelle       |
| ---- | --------- | ------------ |
| 1992 | 17 619    | Volkszählung |
| 2001 | 18 386    | Volkszählung |
| 2012 | 27 088    | Volkszählung |
| 2024 | 28 040    | Volkszählung |

Der Alphabetisierungsgrad in der Provinz beträgt 77,7 Prozent, und zwar 84,2 Prozent bei Männern und 70,3 Prozent bei Frauen.
Die Säuglingssterblichkeit ist von 9,1 Prozent (1992) auf 6,8 Prozent (2001) zurückgegangen.
65,7 Prozent der Bevölkerung sprechen Spanisch, 74,9 Prozent sprechen Quechua, und 11,3 Prozent Aymara. (2001)
97,1 Prozent der Bevölkerung haben keinen Zugang zu Elektrizität, 81,9 Prozent leben ohne sanitäre Einrichtung. (2001)
61,5 Prozent der Haushalte besitzen ein Radio, 6,6 Prozent einen Fernseher, 28,8 Prozent ein Fahrrad, 2,6 Prozent ein Motorrad, 2,0 Prozent einen PKW, 1,3 Prozent einen Kühlschrank, und 0,1 Prozent ein Telefon.(2001)
86,9 Prozent der Einwohner sind katholisch, 11,2 Prozent sind evangelisch. (1992)

## Gliederung
Die Provinz Franz Tamayo gliederte sich bei der letzten Volkszählung von 2024 in die folgenden beiden Verwaltungsbezirke (bolivianisch: Municipios):
- 02-0701 Municipio Apolo – 19.047 Einwohner
- 02-0702 Municipio Pelechuco – 8.993 Einwohner

## Ortschaften in der Provinz Franz Tamayo
- Municipio Apolo
  - Apolo 6376 Einw. – Tupili 647 Einw. – Los Altos 400 Einw. – Raviana 368 Einw. – Aten 351 Einw. – Machua 316 Einw. – Vaquería 276 Einw. – Pata 258 Einw. – Mohima 249 Einw. – Santa Cruz del Valle Ameno 223 Einw. – Unapa 190 Einw. – Mojos 66 Einw. – Puerto El Carmen 51 Einw. – Apacheta 19 Einw.

- Municipio Pelechuco
  - Pelechuco 981 Einw. – San Antonio 543 Einw. – Hilo Hilo 479 Einw. – Puyo Puyo 400 Einw. – Hichicollo 356 Einw. – Suches Jajpo Kollo 339 Einw. – Antaquilla 232 Einw. – Ulla Ulla 95 Einw.